# Diocèse de Gaspé
Le diocèse de Gaspé (Dioecesis Gaspesiensis en latin) est un diocèse de l'Église catholique au Québec au Canada. Son siège épiscopal est la cathédrale du Christ-Roi de Gaspé. Il a été érigé canoniquement le 5 mai 1922 par le pape Pie XI à partir du territoire du diocèse de Rimouski. En 1946, ce dernier est devenu un archidiocèse métropolitain et, depuis, le diocèse de Gaspé lui est suffragant. Le territoire du diocèse de Gaspé comprend la Gaspésie et les îles de la Madeleine. Depuis 2016, son évêque est Gaétan Proulx. En 2020, il est divisé en 11 secteurs pastoraux.

## Description
Le diocèse de Gaspé est l'une des juridictions de l'Église catholique au Québec au Canada. Son siège épiscopal est la cathédrale du Christ-Roi de Gaspé,. Il est suffragant de l'archidiocèse de Rimouski,,. Depuis 2016, son évêque est Gaétan Proulx,,.
Le territoire du diocèse de Gaspé s'étend sur 20 637 km2 comprenant la Gaspésie et les îles de la Madeleine,,. Il est contigu à l'archidiocèse de Rimouski au sud-est et au diocèse de Bathurst au sud. En 2016, il est divisé en 60 paroisses réparties en 11 secteurs diocésains,,.
En 2016, le diocèse de Gaspé dessert une population de 85 800 catholiques, soit 89% de la population totale de son territoire, avec un total de 44 prêtres et quatre diacres permanents.

## Histoire

### Avant le diocèse de Gaspé
L'Église de Gaspé retrace son histoire jusqu'à Jacques Cartier. En effet, en 1534, l'explorateur français planta une croix de 30 pieds de haut à Gaspé.
Pendant une longue période à la suite de l'arrivée des Européens en Nouvelle-France, le territoire de la Gaspésie a été un terrain de mission relevant du diocèse de Québec, alors le seul diocèse catholique en Amérique du Nord. C'est le territoire de ce diocèse qui sera morcelé au fil du temps pour former l'ensemble des diocèses de l'Amérique du Nord au nord du Mexique. Une première subdivision toucha la péninsule gaspésienne lorsque le diocèse de Rimouski fut érigé en 1867. Mais ce n'est qu'à la suite du quintuplement de sa population, entre 1860 et 1910, qui passa à 700 catholiques que les paroissiens de Gaspé obtinrent l'autorisation de l'évêque de Rimouski, André-Albert Blais, de se doter d'une église, construite entre 1914 et 1916 au coût de 27 000 dollars, pour desservir la paroisse alors appelée Saint-Albert, de nos jours la paroisse de la cathédrale du Christ-Roi de Gaspé,.

### Création du diocèse
Le diocèse de Gaspé fut érigé canoniquement le 5 mai 1922 par le pape Pie XI à partir du territoire du diocèse de Rimouski,. Son premier évêque fut François-Xavier Ross nommé le 11 décembre 1922 qui était un prêtre du diocèse de Rimouski. L'évêque de Rimouski administra le diocèse de Gaspé jusqu'à ce que Mgr Ross pris ses fonctions le 25 février 1923. Ce dernier fut ordonné évêque à Rimouski le 1er mai 1923 et arriva à Gaspé définitivement le 3 mai. Il occupa cette fonction jusqu'à sa mort le 5 juillet 1945,,,.
Le séminaire de Gaspé a ouvert ses portes le 11 septembre 1926. Il a été dirigé par les clercs de Saint-Viateur. Ce séminaire a formé plusieurs personnalités québécoises, dont Élie Fallu, Germain Lemieux, Michel Le Moignan, Gérard D. Lévesque et René Lévesque. En 1968, il devint le cégep de la Gaspésie et des Îles.
Le 9 février 1946, le diocèse de Rimouski fut élevé au rang d'archidiocèse et le diocèse de Gaspé en devint le suffragant.

## Évêques

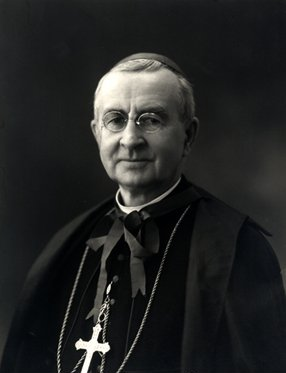
François-Xavier Ross, premier évêque de Gaspé

| # | Nom                             | Dates                                 |
| - | ------------------------------- | ------------------------------------- |
| 1 | François-Xavier Ross            | 11 décembre 1922 - 5 juillet 1945     |
| 2 | Albini Leblanc                  | 22 décembre 1945 - 17 mai 1957        |
| 3 | Paul Bernier (en)               | 9 septembre 1957 - 21 novembre 1964   |
| 4 | Louis Joseph Jean Marie Fortier | 19 janvier 1965 - 20 avril 1968       |
| 5 | Joseph Gilles Napoléon Ouellet  | 5 octobre 1968 - 27 avril 1973        |
| 6 | Bertrand Blanchet               | 21 octobre 1973 - 16 octobre 1992     |
| 7 | Raymond Dumais                  | 27 décembre 1993 - 21 juillet 2001    |
| 8 | Jean Gagnon                     | 15 novembre 2002 - 2 juillet 2016     |
| 9 | Gaétan Proulx                   | Depuis le 2 juillet 2016 - 3 mai 2023 |

## Ordres religieux dans l'histoire du diocèse
- Sœurs missionnaires du Christ Roi
- Sœurs de Notre Dame du saint Rosaire
- Ursulines
- Jésuites
- Sœurs de Sainte-Marthe
- Sœurs de Saint-Paul de Chartres
- Augustines
- Les Filles de Marie de l'Assomption

## Galerie

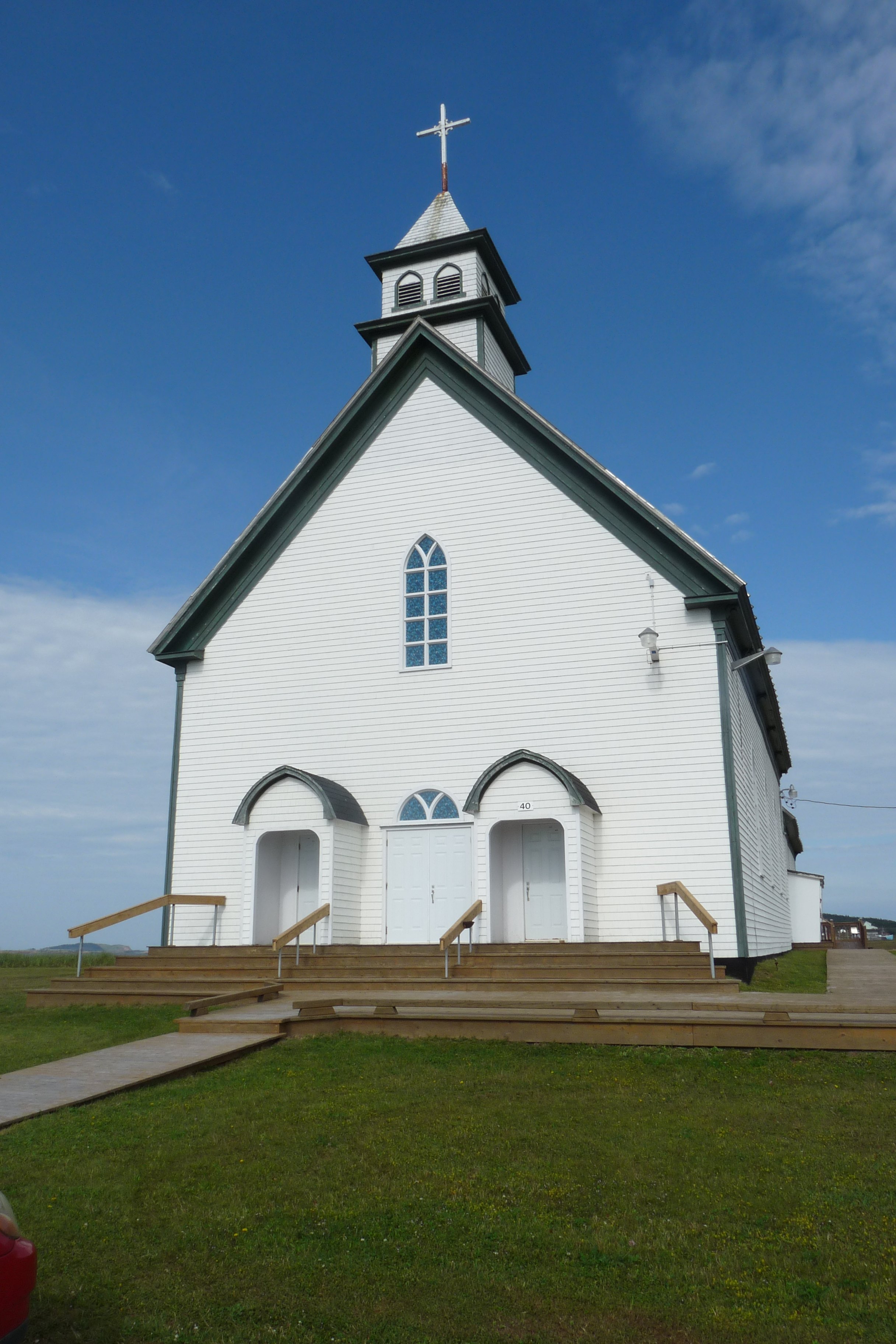
L'église Sacré-Cœur de Grande-Entrée
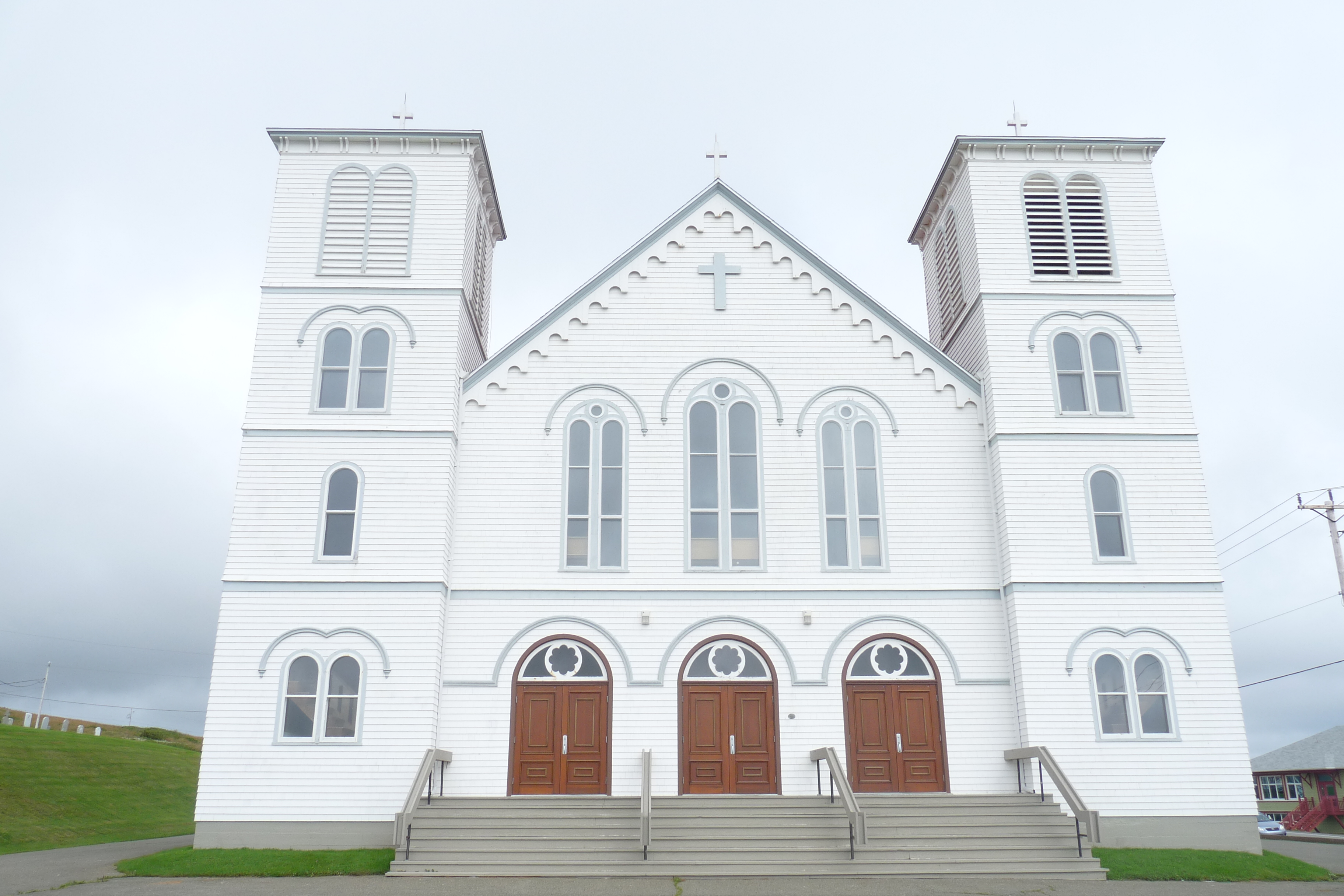
L'église Saint-François-Xavier de Bassin
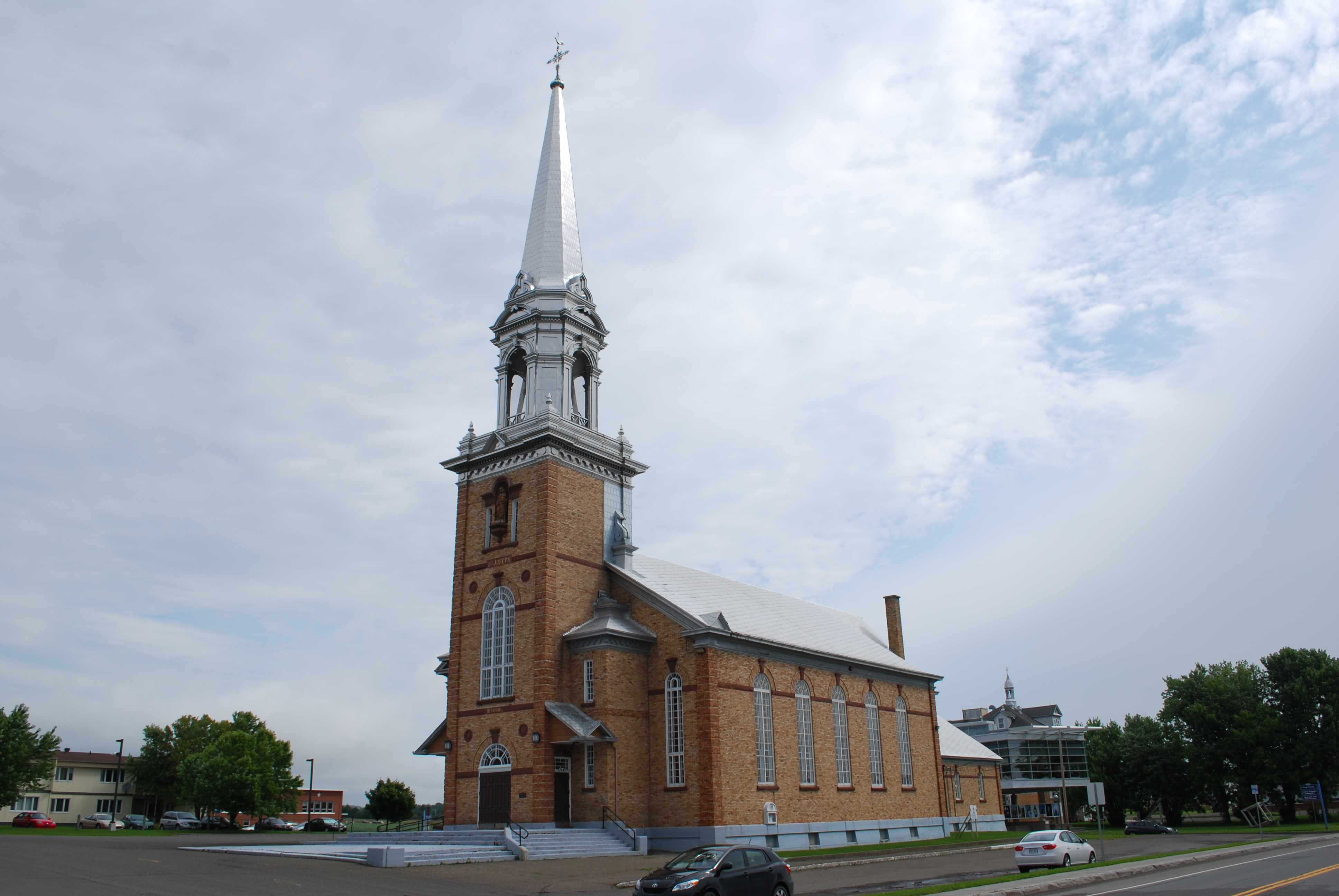
L'église Saint-Joseph de Carleton-sur-Mer
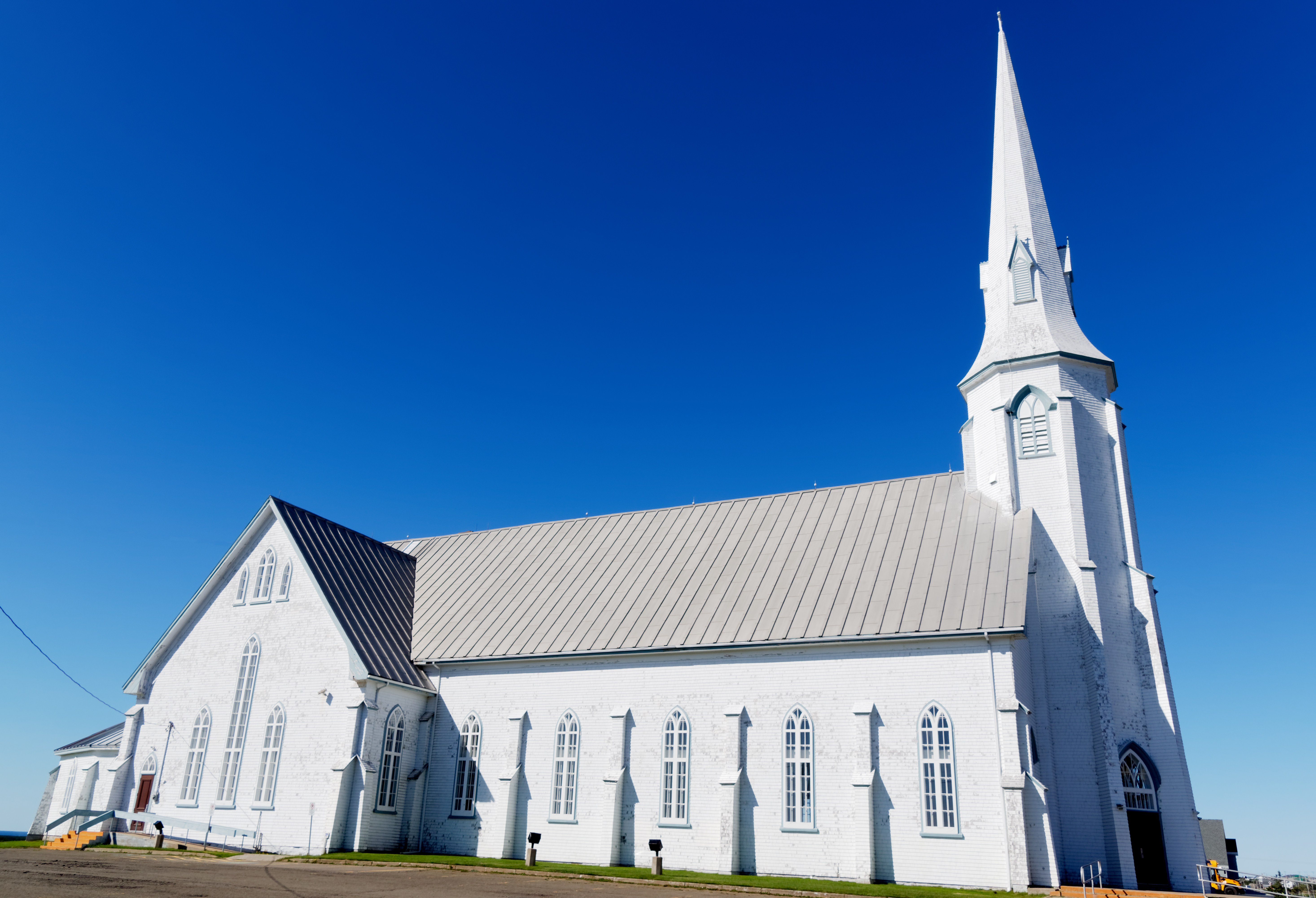
L'église Saint-Pierre de Lavernière